# Dieudonné M'bala M'bala
Dieudonné M'bala M'bala (Fontenay-aux-Roses (Alts del Sena), 11 de febrer de 1966), més conegut com a Dieudonné (pronunciat: [djø.dɔ.ne]), és un actor i humorista francès. Es va donar a conèixer el 1993 fent parella artística amb l'humorista Élie Semoun. Tots dos van formar el duo còmic Élie et Dieudonné fins al 1997. En paral·lel, Dieudonné s'ha caracteritzat per una activa militància política. Encara que inicialment alineat amb pensaments esquerrans i antiracistes, a principi dels anys 2000 les seves postures van bascular cap a punts de vista considerats com a antisemites donant lloc a notables polèmiques que s'han anat intensificant amb el pas dels anys. Políticament l'humorista s'ha anat acostant als postulats del Front Nacional en particular, i de l'extrema dreta en general abraçant postures negacionistes. Aquesta situació ha derivat en nombrosos problemes judicials i en la prohibició del Govern francès d'alguns dels seus espectacles com Le Mur a principi de 2014.

## Biografia
Va néixer el 1966 a Fontenay-aux-Roses (Alts del Sena), fill de pare camerunès i de mare francesa. Es va fer famós en els anys 1990 amb el duo que formava amb el còmic jueu Elie Semoun. Es van separar el 1997 i Dieudonné va col·laborar a partir de llavors amb altres còmics i va participar en pel·lícules com Astérix i Obélix: Missió Cleòpatra de 2002. En aquells anys va participar en campanyes antiracistes i va arribar a presentar-se el 1997 com a candidat a diputat al Dreux tenint com a rival a un membre del Front Nacional.
La primera vegada que va ser acusat d'antisemita va ser el 2003 quan va aparèixer en un programa de televisió France 3, disfressat de jueu ortodox, amb el rostre cobert amb un passamuntanyes i uniforme militar i va fer una crida als joves de la perifèria a «unir-se a l'eix del bé, l'eix nord-americà-sionista», que va concloure amb una salutació nazi al crit de «IsraelHeil!». El presentador del programa va haver de disculpar-se davant l'audiència i la seva antiga parella còmica Elie Semoun va escriure una carta oberta en la qual li va dir: «Ja no ets el que vaig conèixer». Quatre anys després Semoun va escriure: «Es va acabar. Dieudonné està en un altre lloc, al món de l'odi. És com si hagués viscut al costat d'un psicòpata o a un pedòfil sense adonar-me'n». Quan Semoun va fer referència en un programa de televisió al fet que li havia perjudicat el repartiment de guanys amb el seu antic company, Dieudonné li va contestar: «Què et passa? Són els teus orígens que emergeixen a la superfície?»..
En aquests anys de principis del Segle XXI va difondre a França la tesi antisemita nord-americana que els jueus havien tingut un paper fonamental en la tracta de negres i en la seva explotació en les plantacions del sud dels Estats Units, idea que havia estat adoptada i difosa per Nació de l'Islam, però que havia estat rebatuda per fantasiosa per figures prominents del món negre estatunidenc com l'acadèmic Henry Louis Gates￼￼.
Michel Wieviorka va comentar que els espectacles de Dieudonné «atreuen la simpatia d'una població que ja no té res a veure amb l'antisemitisme clàssic (nacionalista, cristià, d'extrema dreta), amb risc de combinar-se amb ell: persones d'origen subsaharià o nord-africà, i de vegades antillà, poden identificar-se amb l'odi a aquests jueus sospitosos d'haver participat en la seva desgràcia històrica i de no voler que avui es parli d'aquest passat, la qual cosa és una construcció fal·laç».
El 2008 va convidar a participar en el seu espectacle al negacionista Robert Faurisson i a l'any següent va cofundar i va liderar la Llista Antisionista, que es va presentar a les eleccions d'aquell any. En els cartells de propaganda va aparèixer amb Alain Soral fent el gest de la quenelle (braç esquerre estès cap avall i mà dreta prop de l'espatlla esquerra). El gest de la quenelle es va convertir en un fenomen mediàtic mundial quan el 2013 el va utilitzar el jugador de bàsquet Tony Parker i el futbolista Nicolas Anelka.
Els partidaris de Dieudonné consideren que, amb un humor cru i temerari, es dedica a criticar els principals dogmes emanats de l'ordre institucional, religiós fonamentalista, cultural i artístic, i que ha fet fallida alguns tabús típics de la societat francesa. Francois Laurent-Bassa, en un article de la revista d'art Éléments, caracteritza a Dieudonné amb les següents paraules: «És el virus Ébola de l'humor. S'insinua a tot arreu pesi al cordó sanitari erigit al seu al voltant». I continua: «Siguin aquests milionaris o proletaris, sobrecotitzats o fallits, els artistes contemporanis no són més que animadors culturals, GO del capitalisme avançat, que administren amb uns altres (la cançó pop, el foot business, els people) els temps lliures (morts?) de les societats posthistòriques. Professionalment parlant, són agents d'ambient. Escalfen l'ambient. Dieudo l'electritza.»
L'agost del 2013 el ministre de l'Interior Manuel Valls va condemnar públicament a Dieudonné i els seus vincles amb Alain Soral.
Chrystel Camus, productora de la seva gira de 2013 Foxtrot, va declarar al diari El País que va decidir no participar en el seu nou espectacle de 2014, Le Mur, «perquè el seu entorn em va avisar que incloïa molts, molts temes antisemites, com moments en els quals parla de cremar als jueus com a escuradents».
A principis de desembre de 2013 la pàgina web de Dieudonné va ser bloquejada per un pirata informàtic i uns dies després un grup de joves va agredir a una persona que havia aparegut a la web fent el gest de la quenelle. A principis de 2014 el seu teatre de París Main d'Or va haver de ser desallotjat a causa d'una amenaça de bomba.
Dieudonné va participar en la denúncia del cas de Saïd Bourarach, un marroquí vigilant d'un magatzem que va morir ofegat en un canal quan el perseguien quatre individus, suposats simpatitzants de la Lliga de Defensa Jueva, encara que el tribunal no va trobar proves que es tractés d'un crim «racista» o «religiós», ni tampoc que fos un «assassinat». Els quatre perseguidors van ser acusats pel jutge d'instrucció de «violències voluntàries que han implicat la mort involuntària amb ús o amenaça d'un arma».
Pocs dies després de l'atemptat contra Charlie Hebdo del 7 de gener de 2015 va ser detingut per la policia acusat d'apologia del terrorisme per haver publicat l'11 de gener un missatge en Facebook en el qual es llegia —parafrasejant l'eslògan en favor de la revista Je suis Charlie Hebdo—, "Jo em sento Charlie Coulibaly", el cognom del terrorista que el dijous 8 havia assassinat a una agent municipal desarmada i, el divendres 9, a quatre jueus en el supermercat de menjar kosher Hyper Cacher, a l'est de París.
Al novembre de 2018 el diari La Vanguardia informava que Dieudonné anava a realitzar un espectacle a Barcelona per criticar a Manuel Valls, candidat a l'alcaldia d'aquesta ciutat, ja que quan va ser primer ministre francès va prendre diverses iniciatives perquè fossin prohibits els seus espectacles per racistes i antisemites.